# Jitka Procházková
Jitka Procházková (* 2. července 1993 Jeseník) je bývalá česká florbalistka a mistryně Česka. Vystudovala učitelství zeměpisu a tělesné výchovy.

## Florbalová kariéra
Jejím prvním sportem bylo karate, kterému se věnovala již od svých 6 let po dobu devíti let. V karatistickém oddíle se seznámila i s florbalem, který zde byl využíván jako rozcvička. Ve florbale vynikala i na střední škole. Když byla ve druhém ročníku, začala hrát florbal za FBK Jeseník ve 2. lize. V roce 2012 se spoluhráčkami postoupily do 1. ligy. V 1. lize odehrála za Jeseník dvě sezóny až do roku 2014, kdy se přestěhovala do Prahy kvůli studiu na Univerzitě Karlově.
V Praze začala hrát v Extralize žen za Herbadent Praha 11 SJM. V první sezóně, ve které Herbadent získal vicemistrovský titul, hrála jen zápasy proti slabším soupeřům. V další sezóně hrála již i důležité zápasy, včetně semifinálové série, ve které Herbadent vypadl, ale Procházková v ní vstřelila tři góly. V sezóně 2016/2017 s týmem, pod novým názvem Tigers Jižní Město, získala mistrovský titul. Byla to pro ni i bodově nejúspěšnější sezóna. V základní části získala 21 kanadských bodů a v play-off 14 včetně asistence ve finále.
V sezóně 2017/2018 přerušila vrcholovou kariéru. Odehrála jen několik zápasů za B tým ve 2. lize. V dalším ročníku se vrátila do A týmu. Po konci sezóny, ve které Tigers vypadli v semifinále, ukončila vrcholovou kariéru. V sezóně 2022/2023 se k florbalu vrátila v B týmu TJ Sokol Královské Vinohrady.
| Sezóna    | Soutěž                 | Část     | Z  | B  | A | KB | TM |
| --------- | ---------------------- | -------- | -- | -- | - | -- | -- |
| 2014/2015 | Extraliga žen          | základní | 12 | 6  | 5 | 11 | 4  |
|           | Extraliga žen          | play-off | 3  | 0  | 0 | 0  | 0  |
|           | Pohár České pojišťovny | základní | 2  | 2  | 0 | 2  | 0  |
| 2015/2016 | Extraliga žen          | základní | 17 | 6  | 2 | 8  | 2  |
|           | Extraliga žen          | play-off | 8  | 4  | 2 | 6  | 2  |
|           | Pohár České pojišťovny | základní | 4  | 2  | 2 | 4  | 0  |
| 2016/2017 | Extraliga žen          | základní | 18 | 15 | 6 | 21 | 0  |
|           | Extraliga žen          | play-off | 12 | 7  | 7 | 14 | 0  |
|           | Pohár České pojišťovny | základní | 3  | 0  | 0 | 0  | 0  |
| 2018/2019 | Extraliga žen          | základní | 12 | 3  | 1 | 4  | 0  |
|           | Extraliga žen          | play-off | 7  | 0  | 0 | 0  | 0  |

## Učitelská kariéra
Od roku 2020 učí na Gymnáziu Nad Kavalírkou zeměpis a tělesnou výchovu.